# شهرستان اوست-ویمسکی
شهرستان اوست-ویمسکی (به لاتین: Ust-Vymsky District) یک شهرستان در روسیه است که در جمهوری کومی واقع شده‌است.